# Menhir von Ger

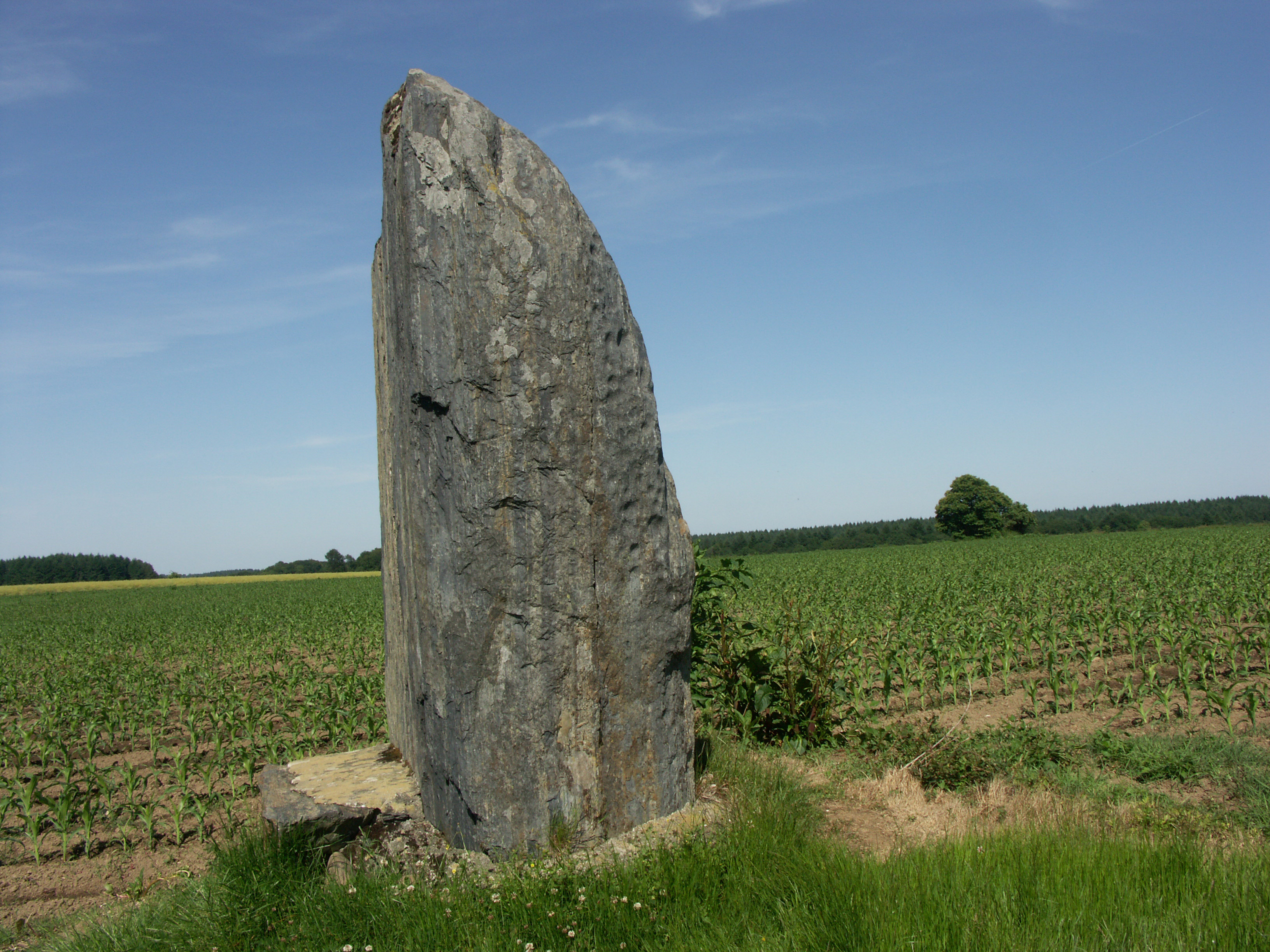
Menhir von Ger oder von Roye

Der Menhir von Ger (auch Menhir von Roye genannt) steht nordöstlich von Ger im Bezirk Roye oder Pirhourquet, westlich von Tarbes im Département Pyrénées-Atlantiques in Frankreich.
Der Menhir ist einer der vielen Megalithen auf dem Plateau von Ger. Er stammt aus der Jungsteinzeit und ist der größte in den westlichen Pyrenäen. Er misst 4,8 m, von denen etwa ⅔ sichtbar sind, bei einer geschätzten Masse von 17 t, einer Breite von 1,7 m und einer Dicke von 1,1 m. Während des Ersten Weltkriegs experimentierten die Soldaten im Camp de Ger mit Dynamit, was dazu führte, dass ein Teil des Steines abbrach, während der Rest zweigeteilt wurde und umstürzte.
Als die Gemeinde Ger 1962 beschloss, die Moore der Stadt zu kultivieren, wurde Leopold Pyhourquet auf die Anwesenheit eines langen Steines im Moor hingewiesen. Nach der Genehmigung erfolgte die Ausgrabung des Steins, der teilweise begraben, aus stark geädertem Schiefer und in Längsrichtung gebrochen war. Er war von Tonscherben, einem Feuerstein und Eisenfragmenten umgeben. Der Prähistoriker Roland Coquerel bestätigte, dass es sich um einen Menhir von außergewöhnlichem Volumen handelt.
Es wurde festgestellt, dass die Längsrillen im Stein das Ergebnis einer sehr langen Erosion waren und den Nachweis einer vertikalen Position über viele Jahrhunderte lieferten. Die Basis des Menhirs war schief und dieser Mangel wurde bei seiner Errichtung durch eine Steinpackung ausgeglichen. Unter dem Stein lag eine Schicht aus Holzkohle.
Der Fuß des Menhirs hat aufgrund der Sprengung eine große Kerbe. Der fehlenden Teil wurde gefunden, aber während der Wiederherstellung nicht wieder angebracht. Ein Stück wurde an den Fuße des Menhirs gelegt. 